# Ши Найань
Ши Найань (кит. 施耐庵, пиньинь Shī Nài'ān) (1296—1372) — китайский писатель. Автор романа «Речные заводи», считающегося одним из наиболее значимых прозаических произведений китайской литературы и являющегося одним из четырёх классических китайских романов.
Роман «Речные заводи» основан на народных сказаниях о подвигах и приключениях 108 повстанцев — «благородных разбойников» из лагеря на горе Ляншаньбо (провинция Шаньдун) под предводительством Сун Цзяна (1124-1127). Движение Сун Цзяна развернулось в правление 8-го императора династии Сун Хуэйцзуна и было связано с общей нестабильностью в империи, вызванной вторжением чжурчжэней, захвативших север страны и основавших собственную династию Цзинь (1115-1234).

## Сомнение в реальности Ши Найаня
Поскольку о жизни Ши Найаня известно очень мало, то некоторые исследователи полагают, что это может быть псевдоним известного писателя Ло Гуаньчжуна, в редакции которого и дошел до нас текст романа «Речные заводи». Согласно другой версии, Ши Найань являлся, напротив, старшим современником и учителем Ло Гуаньчжуна.

## Русские издания романа
- Ши Най-Ань. Речные заводи: Роман в 2 томах/Пер. А. П. Рогачева под ред. В. С. Колоколова. — М.: Государственное изд-во художественной лит-ры, 1955. — 500 с., 624 с.
- Ши Най-Ань. Речные заводи/Сокр. пер. с кит. и лит. обраб. Б. Лисицы и Е. Серебрякова. — Л.: «Детская литература», 1968. — 320 с.
- Ши Най-Ань. Речные заводи. Роман в 2 томах/Пер. А. П. Рогачева; предисл. Л. Н. Меньшикова. — Рига: «Полярис», 1992. — 500 с., 624 с. — Серия «Новая библиотека китайской литературы». — ISBN 5-88132-004-2.
- Ши Най-Ань. Речные заводи. Роман в 2 томах/Пер. А. П. Рогачева. — М.: «Эннеагон Пресс», 2008. — 548 с., 688 с. — Серия «Классическая китайская литература». — ISBN 978-5-91051-026-9.
- Ши Най-Ань. Речные заводи: Роман в 2 томах/Пер. А. П. Рогачева; предисл. Пан Ин, Т. А. Пан. — СПб.: Наука, 2014. — 607 с., 727 с. — Серия «Библиотека китайской литературы». — ISBN 978-5-02-038384-5.